# 暴力団・乗り込み
『暴力団・乗り込み』(ぼうりょくだん・のりこみ）は、1971年5月5日に公開された日活制作の任侠アクション映画で監督は江崎実生、主演小林旭。小林旭最後の日活映画出演作品である。

## 配役
- 小林旭 : 森田勝次
- 山本麟一 : 長井茂
- 郷えい治 : 星野五郎
- 水島道太郎 : 木谷勇吉
- 大浜詩郎 : 木谷勇一
- 深江章喜 : 牧田
- 三田村元 : 堀口
- 木島一郎 : 松川
- 梶芽衣子 : 紀子
- 小早川泰子 : マリ
- 加原武門 : 誠友会々長
- 黒田剛 : 誠友会幹部
- 玉村駿太郎 : 誠友会幹部
- 安部徹 : 大沼

## スタッフ
- 監督 ： 江崎実生
- 脚本 ： 中西隆三、横田与志
- 企画 ： 友田二郎、佐々木志郎
- 音楽 ： 坂田晃一
- 撮影 : 岩佐一泉
- 美術 : 柳生一夫
- 編集 : 丹治睦夫
- 主題歌 : 『さいはて無常』: 小林旭
- 挿入歌 : 『おんな占い』: 南有二とフルセイルズ

## 併映作品
- 『女の意地』: 斎藤光正監督